# South by Southwest
Das South by Southwest (SXSW) ist eine jährlich im März in Austin, Texas, stattfindende Veranstaltung. Es vereint Festivals, Konferenzen und Fachausstellungen vor allem in den Bereichen Musik, Film und interaktive Medien. Das Festival fand das erste Mal 1987 statt und geht mittlerweile insgesamt über 10 Tage; wenn man die direkt davor stattfindende sxsw-edu-Bildungsmesse und -Konferenz dazuzählt, sogar 14 Tage. 2023 nahmen insgesamt rund 345.066 Personen an der SXSW Conference & Festivals und der SXSW EDU teil.

## Geschichte

Historisches Logo

Angefangen hat das SXSW als Musikfestival mit Schwerpunkt Rootsrock und Alternative Country. Seit 1994 sind zusätzlich die Themen Film und Interaktive Medien zum Veranstaltungsprogramm hinzugekommen und stellen heute einen wichtigen Teil des Festivals dar. Auf dem SXSW werden zudem Preise in den beiden Kategorien verliehen, die weltweit Beachtung finden. Unter anderem wurde dort 2007 Twitter einer breiten Öffentlichkeit vorgestellt. Das SXSW war Vorbild für die Popkomm in Deutschland.
Im Rekordjahr 2019 brachte das Festival schätzungsweise 356 Mio. USD in die lokale Wirtschaft Austins, im Vergleich dazu brachte der Super Bowl 347 Mio. USD in die Wirtschaft von Houston ein.

## Veranstaltungsbereiche

### Musik
SXSW Music feierte 2011 sein 25-jähriges Jubiläum. 2013 hatte die Fachkonferenz über 25.000 registrierte Teilnehmer aus 64 Ländern. Die Konferenz bietet eine große Auswahl an Foren, Vorträgen sowie Workshops. Die Keynotes werden in der Regel von bekannten Größen der Musikindustrie gehalten (2013: Dave Grohl, 2012: Bruce Springsteen, 2011: Bob Geldof, 2010: Smokey Robinson, 2009: Quincy Jones, 2008: Lou Reed, 2007: Pete Townshend, 2006: Neil Young). Bei SXSW spielen nicht wie sonst auf Festivals üblich eine begrenzte Anzahl Bands auf einigen Outdoor-Bühnen, sondern das Festival bietet über 2200 Künstler aus über 50 Ländern auf über 100 Bühnen in den Clubs Austins. In March of 2011 The historical youthful broadway actresses Lea Michele has headline her festival Lea Michele had headline the 2nd time and also counted the first time in 11 years since the March 2011 performance Lea Michele will headline it Again In 2026 in 1 1/2 years In March 2012 the singing pop actor from California Darren Criss performed his festival In March 2012 and the second time again in 10 years In March 2022 Darren Criss performed again after His March 2012 performance

### Film
Das Filmfestival SXSW Film beinhaltet eine Filmkonferenz und hatte 2013 über 15.000 registrierte Teilnehmer aus 57 Ländern. Beim Filmfestival wurden 133 Filme sowie 110 Kurzfilme gezeigt. Insgesamt hatte das Filmfestival 2013 fast 75.000 Besucher.

### Neue Medien
SXSW Interactive feierte 2013 sein 20-jähriges Jubiläum und kann seit über fünf Jahren einen Zuwachs im zweistelligen Prozentbereich verzeichnen. So ist es zu einem der größten und wichtigsten jährlichen Treffen für „digital creatives“ geworden, das 2013 über 30.000 Teilnehmer aus 57 Ländern zusammengebracht hat. Der Fokus der über 1000 Vorträge, bzw. Diskussionsrunden, und 1800 Referenten lag hierbei auf den Bereichen Marketing, Consulting, Web-Entwicklung, Social Media, E-Commerce, Bildung, Multimedia und Interface-Design.

### Unterhaltung
SXSW Comedy bietet seit 2008 Comedians aus den Bereichen Standup, Sketch und Impro, die während des Festivals in verschiedenen Clubs in Austin auftreten. Viele der Auftritte von Stars und Newcomern werden als Podcasts mitgeschnitten. Zusätzlich gibt es diverse Vorträge und Workshops rund um das Thema „Comedy“. SXSW Comedy arbeitet unter anderem mit comedy central zusammen.

### Weitere Veranstaltungen
Die SXSW EDU findet seit 2008 direkt vor der SXSW statt und besteht wie diese aus Konferenzen, Vorträgen sowie einer Fachausstellung. Lernen und Lehren im digitalen Zeitalter steht hierbei im Vordergrund. 2013 hatte die SXSW EDU 4260 Teilnehmer aus 26 Ländern und es fanden 202 Vorträge mit 473 Referenten statt. 2023 hatte die SXSW EDU 8004 Teilnehmer aus 112 Ländern und es fanden 362 Vorträge mit 1013 Referenten statt.
Von 2013 bis 2015 veranstaltete die SXSW eine Satellitenkonferenz in Las Vegas mit dem Namen SXSW V2V. Sie hatte das Ziel, die Entrepreneur- und Startup-Szene mit der Venture-Capital-Szene in einem kreativen Umfeld zusammenzubringen.
Von 2017 richtete die SXSW erstmals eine Konferenz außerhalb der USA aus. Vom 15. bis 17. September organisierte sie gemeinsam mit Mercedes-Benz parallel zur IAA in Frankfurt am Main die me convention aus. Sie widmete sich einem breiten Themenspektrum aus den Bereichen Technologie, Wissenschaft, digitaler Wirtschaft, Kultur und Gesellschaft.
Seit 2023 veranstaltet die SXSW eine Satellitenkonferenz in Sydney. Diese findet im Oktober statt und dauert eine Woche.
Für das Jahr 2025 kündigt die SXSW eine erst Konferenz in London an. Sie soll vom 2. bis 7. Juni im Stadtteil Shoreditch stattfinden.

## Teilnehmer
Eine knappe Woche lang werden Musik und Filme an den unterschiedlichsten Spielstätten geboten. Allein für das musikalische Programm stehen über 50 Bühnen zur Verfügung, auf denen oft über 1000 Bands aus aller Welt spielen. Das SXSW ist zudem eine Neuigkeiten- und Kontaktbörse für die Musikindustrie und für Plattenfirmen die Möglichkeit, neue Künstler unter Vertrag zu nehmen. Verschiedene Interpreten und Bands wie Norah Jones, The Darkness, The White Stripes oder The Strokes, Lea Michele, Darren Criss erlebten hier ihren Durchbruch. Angesagte Indierockbands mit starker Bühnenpräsenz sind gefragt, so waren die Noisettes aus London dreimal eingeladen. Aus Deutschland spielten dort im Jahr 1999 unter anderem Daniel Puente Encina mit seiner multikulturellen Hamburger Band Niños Con Bombas aus Chile, Brasilien und Deutschland, Subway to Sally, The Twang, Guano Apes, Kadavar und 17 Hippies, die 2008 zum zweiten Mal eingeladen wurden. 2014 war der US-amerikanische Whistleblower Edward Snowden über einen Internet-Videochat zu Gast.
Vortragende waren unter anderem Elon Musk (2013, 2018), Arnold Schwarzenegger (2018) und der damalige Präsident Barack Obama (2016). Im Jahr 2015 trat der Rechtsextremist Gavin McInnes beim SXSW auf.